# Gnathophis heterolinea
Gnathophis heterolinea är en fiskart som först beskrevs av Kotthaus, 1968.  Gnathophis heterolinea ingår i släktet Gnathophis och familjen havsålar. Inga underarter finns listade i Catalogue of Life.